# Street Sounds Electro 5
Street Sounds Electro 5 er det femte opsamlingsalbum i en serie og blev udgivet i 1984 af StreetSounds. Albummet udkom som LP-plade og kassettebånd og består af ni electro og old school hip hop numre mixet af Bunny Rock Inc. med DJ Maurice og DJ Noel.

## Sporliste
| 1. | "It's Time To Rock" | Great Peso & Mr. Nasty    | -:-- |
| 2. | "Fast Life"         | Dr. Jeckyll & Mr. Hyde    | -:-- |
| 3. | "Techno Scratch"    | Knights Of The Turntables | -:-- |
| 4. | "Egypt Egypt"       | Egyptian Lover            | -:-- |
| 5. | "Breakers Revenge"  | Arthur Baker              | -:-- |

| 1. | "Capt. Rock to The Future Shock" | Captain Rock        | -:-- |
| 2. | "Release Yourself"               | Aleem               | -:-- |
| 3. | "The Buck Stops Here"            | Fantasy Three       | -:-- |
| 4. | "B Boys Breakdance"              | High Fidelity Three | -:-- |